# Малайзийско-таиландская граница
Малайзийско-таиландская граница — государственная граница между Малайзией и Таиландом. Протяженность границы составляет 595 км по Малайскому полуострову и морских границ в Малаккском проливе и Сиамском заливе/Южно-Китайском море. Река Голок образует самый восточный 95-километровый участок сухопутной границы.

## Сухопутная граница

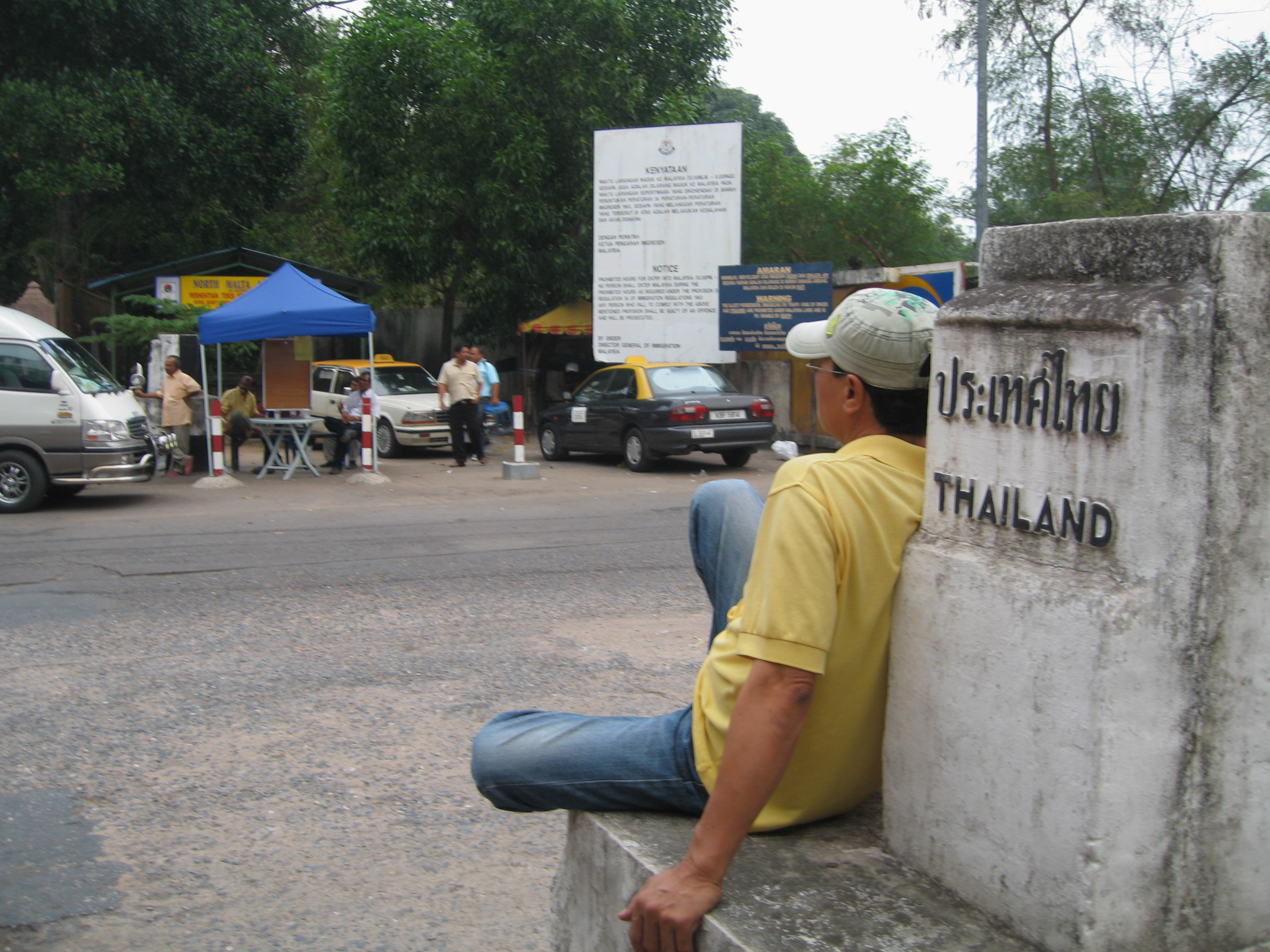
Пограничный столб между государствами

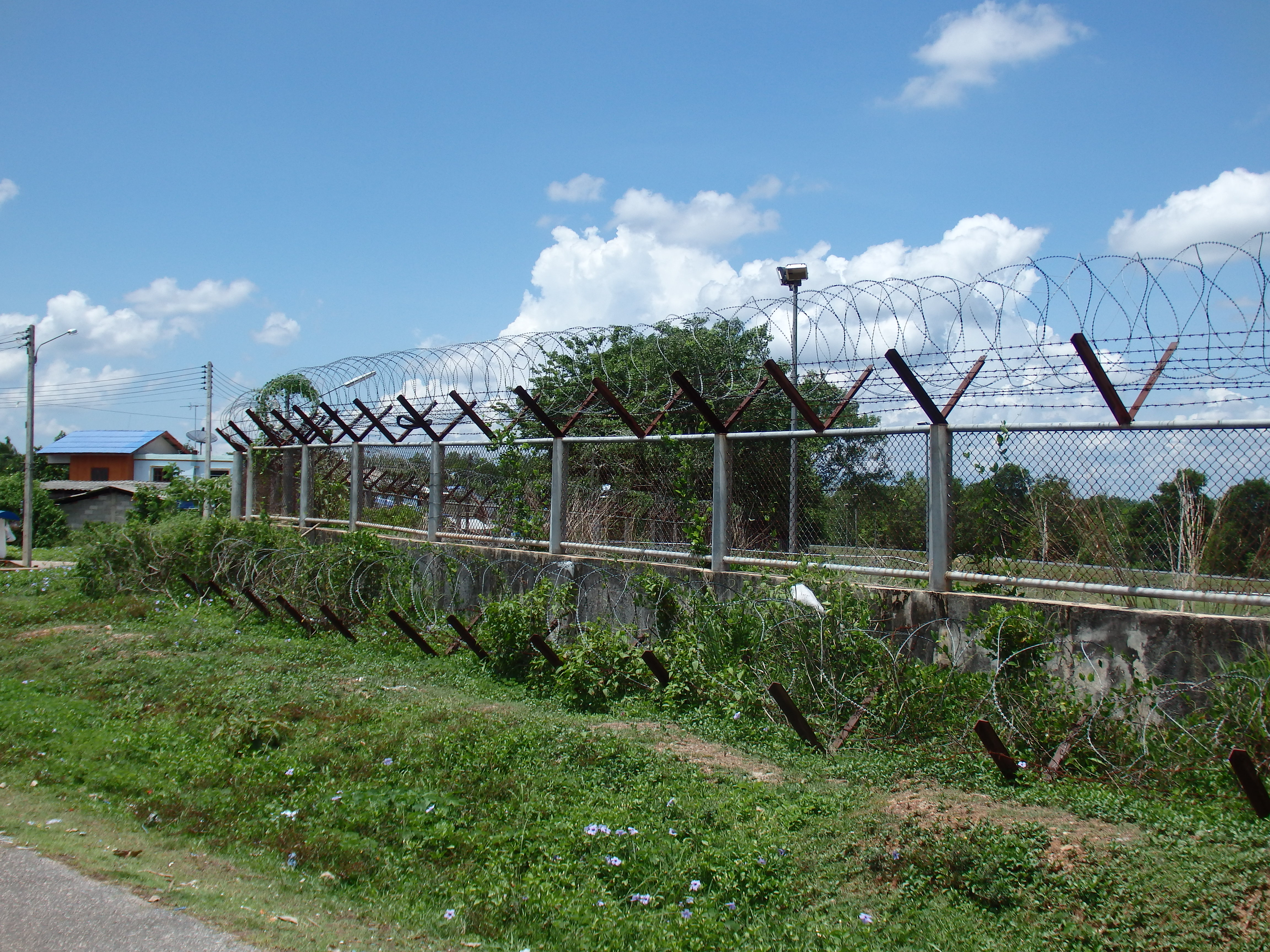
Стена вдоль границы со стороны Малайзии

Сухопутная граница Малайзии и Таиланда состоит из участка, проходящего вдоль водораздела нескольких горных хребтов на севере полуострова Малакки и южного Таиланда, и участка, проходящего вдоль тальвега реки Голок.
В Букит-Джели 8,5-километровый участок границы остается спорным между обеими странами. От Букит-Джели граница проходит по реке Голок до устья реки в Куала-Табаре, на расстоянии 95 км. Граница проходит по самой глубокой части реки, или тальвегу.
6 июля 1973 года начаты работы по обследованию и демаркации границы водораздела, а по спорному 8,5-километровому участку у холма Джели — 26 сентября 1985 года. По участку реки Голок, работы по обследованию границы начались 1 ноября 2000 года и были завершены 30 сентября 2009 года.
В 2001 году государства договорились построить стену вдоль границы, которая будет находиться внутри территории Таиланда. Новая пограничная стена имеет высоту 2,5 м и состоит из бетонной нижней половины и стального ограждения в верхней половине. У основания по всей длине стены проходит колючая проволока.
Таиланд владел малайзийскими территориями Кедаха, Келантана и Тренгану во время Второй мировой войны, которые им передали японцы, тем самым переместив малайзийско-таиландскую границу на юг. По окончании Второй мировой войны территории были возвращены Британской Малайе.

## Морская граница
Соглашение о территориальной морской границе между двумя странами, подписанное 24 октября 1979 года, определило точку границы территориального моря между Лангкави и Тарутао на 6 ° 28′30″ северной широты и 99 ° 39′12″ восточной долготы, что стало восточной отправной точкой границы территориального моря. Государства также имеют соглашение о границах континентального шельфа для этого сегмента своей морской границы. Соглашение, подписанное 21 декабря 1978 года, включало Индонезию в качестве подписавшей стороны, что позволило создать общую точку пересечения на координатах 5°57′0″ северной широты и 98°1′30″ восточной долготы.
Впоследствии правительства двух стран подписали несколько соглашений по поводу их общей морской границы в Сиамском заливе и Южно-Китайском море. Соглашение о границе континентального шельфа между двумя правительствами 1973 года охватывало только сегмент Малаккского пролива и не охватывало границу в Сиамском заливе, но 24 октября 1979 года были подписаны соглашение и меморандум о взаимопонимании определить общую морскую границу двух стран в Сиамском заливе. Первое соглашение установило границу территориального моря от устья реки Голок по координате 6°14′30″ с. ш., 102°5′36″ в. д. до 6°27′30″ с. ш., 102°10′0″ в. д. Меморандум о взаимопонимании установил границу континентального шельфа от северной конечной точки до 6°50′0″ с. ш. и 102°21′12″ восточной долготы с одной точкой поворота между ними.
В декабре 1979 года, сразу после того, как страны подписали Меморандум о взаимопонимании по территории совместного освоения, Малайзия опубликовала карту с указанием своего территориального моря и континентального шельфа и продолжила утверждать свой суверенитет над всей территорией совместного освоения. Граница континентального шельфа Малайзии на карте соответствует западной и северной границе зоны совместного освоения.
16 февраля 1988 года Таиланд издал королевскую декларацию об установлении границы своей исключительной экономической зоны с Малайзией, устанавливая пределы своих претензий в спорной зоне. Граница проходит по восточной границе Зоны совместного развития.

## Споры

### Букит-Джели
Принадлежность 8,5-километрового участка сухопутной границы в районе, известном как Букит-Джели вблизи истоков реки Голок, в настоящее время оспаривается обеими странами. Образовавшаяся спорная территория имеет площадь 42 га. Переговоры по разрешению спора через совместный подкомитет по сотрудничеству вдоль границы продолжаются. Спор возник в 1990-х годах, когда работы по демаркации сухопутной границы почти завершились. Бывший министр иностранных дел Малайзии Сайед Хамид Албар заявил, что неудача произошла из-за неспособности достичь консенсуса по формуле разрешения спора. Он сказал, что проблемы возникли из-за того, что географические особенности, описанные в пограничном протоколе англо-сиамского договора 1909 года, изменились.

### Сиамский залив
Спор по поводу границы континентального шельфа между государствами возникает из-за различных исходных линий для Таиланда, которые две страны принимают при расчете равноудаленной линии границы. Объявленная базовая линия Таиланда проходит от конечной точки в Куала-Табаре (восточной конечной точки сухопутной границы, как это определено англо-сиамским договором 1909 года) на север до острова Ко-Лосин, а затем на северо-запад до Ко-Кра. Однако Малайзия не считает Ко-Лосин допустимой базовой точкой и рассчитывает равноудаленную линию на базовой линии, проходящей вдоль берега.
Хотя страны 24 октября 1979 года договорились о морской границе в этом районе, простирающемся в море на 29 морских миль (54 км), граница за северо-восточной оконечностью территориального моря является предметом споров. Граница континентального шельфа Малайзии простирается от конечной точки с координатами 07° 49' северной широты и 103° 02' 30" восточной долготы, что соответствует точке 43 на карте, опубликованной Малайзией в 1979 году и обозначающей её территориальное море и континентальный шельф. Таиланд претендует на свой континентальный шельф: граница простирается от конечной точки до координат 07°22',0 с. ш., 103°42’30" в. д. Небольшой участок спорной территории также является предметом претензий Вьетнама.
В качестве временного решения спора государства 21 февраля 1979 года подписали меморандум о взаимопонимании о создании совместной зоны застройки площадью 7250 квадратных километров, охватывающей всю спорную территорию. Позже за этим последовало соглашение от 30 мая 1990 года. Соглашение допускает совместную эксплуатацию и получение выгоды от природных ресурсов на территории совместного освоения. В 1999 году Малайзия, Таиланд и Вьетнам достигли соглашения, основанного на принципе совместного развития территории, на которую три страны имеют претензии. Во всех соглашениях прямо указывается, что они не ставят под угрозу притязания каждой страны на суверенитет над спорной территорией.

## Пограничные переходы
Всего между государствами имеется 9 пограничных переходов, которые являются постоянными.

### Авиасообщение
- Куала-Лумпур — Донмыанг.